# Niphargus stygius
Niphargus stygius is een vlokreeftensoort uit de familie van de Niphargidae. De wetenschappelijke naam van de soort is voor het eerst geldig gepubliceerd in 1849 door Schiödte.